# Burg Gechingen
Die Burg Gechingen, auch Burgstadel oder Burg in der Riedhalde genannt, ist eine abgegangene Höhenburg bei Gechingen im Landkreis Calw nahe der Markungsgrenze zum Nachbarort Deufringen im Landkreis Böblingen in Baden-Württemberg.
Die Burg wurde von den Herren von Gechingen (Gächingen) im 12. Jahrhundert (Marquard von Gechingen) erbaut. Vermutlich wurde sie im 13. Jahrhundert zerstört. 
Die verwertbaren Reste der Burgruine wurden nach einem Großbrand im Jahre 1881 teilweise zum Wiederaufbau der abgebrannten Häuser verwendet.

## Weblinks

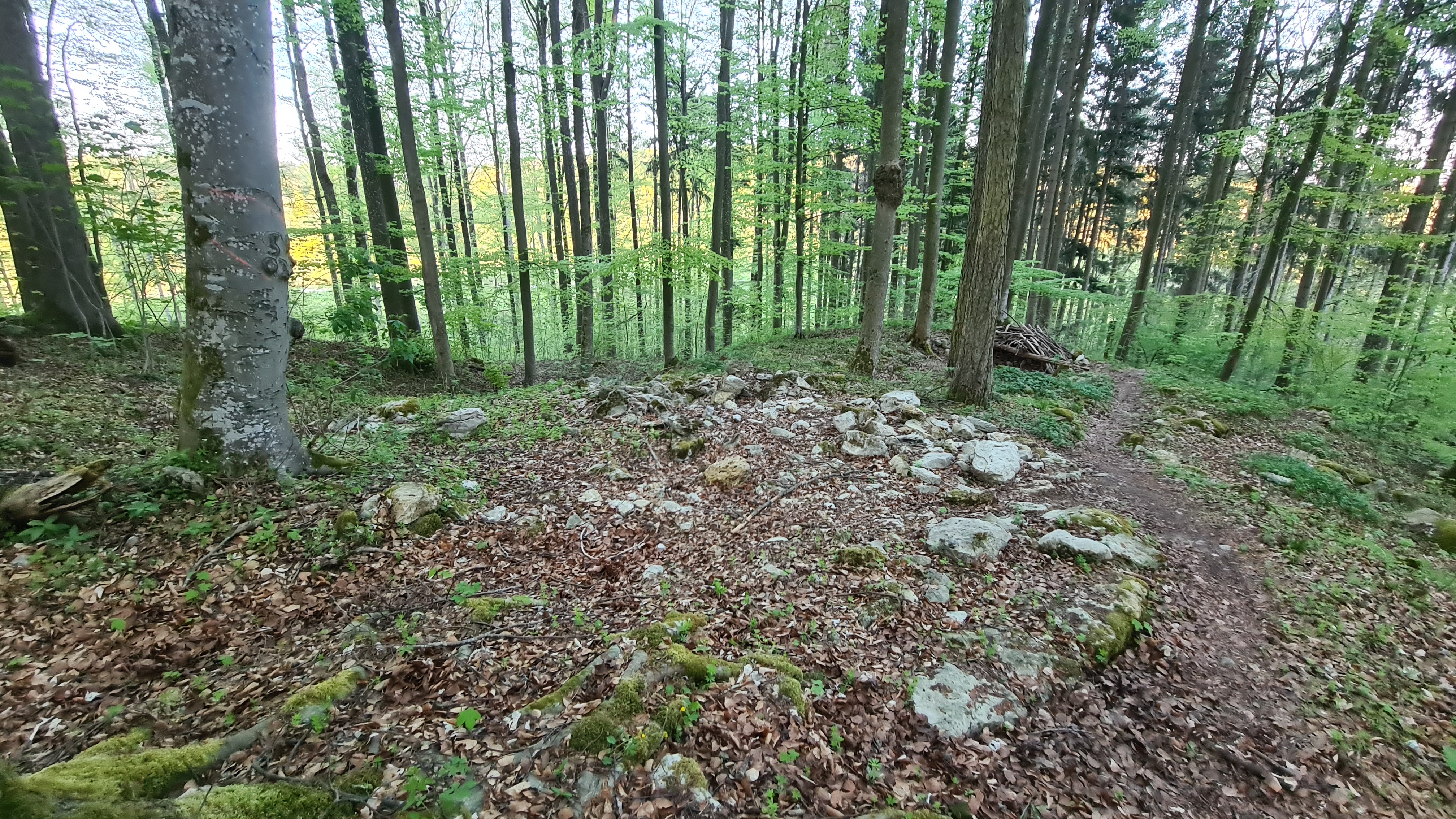
Schutthügel im Zentrum der Anlage (April 2020)
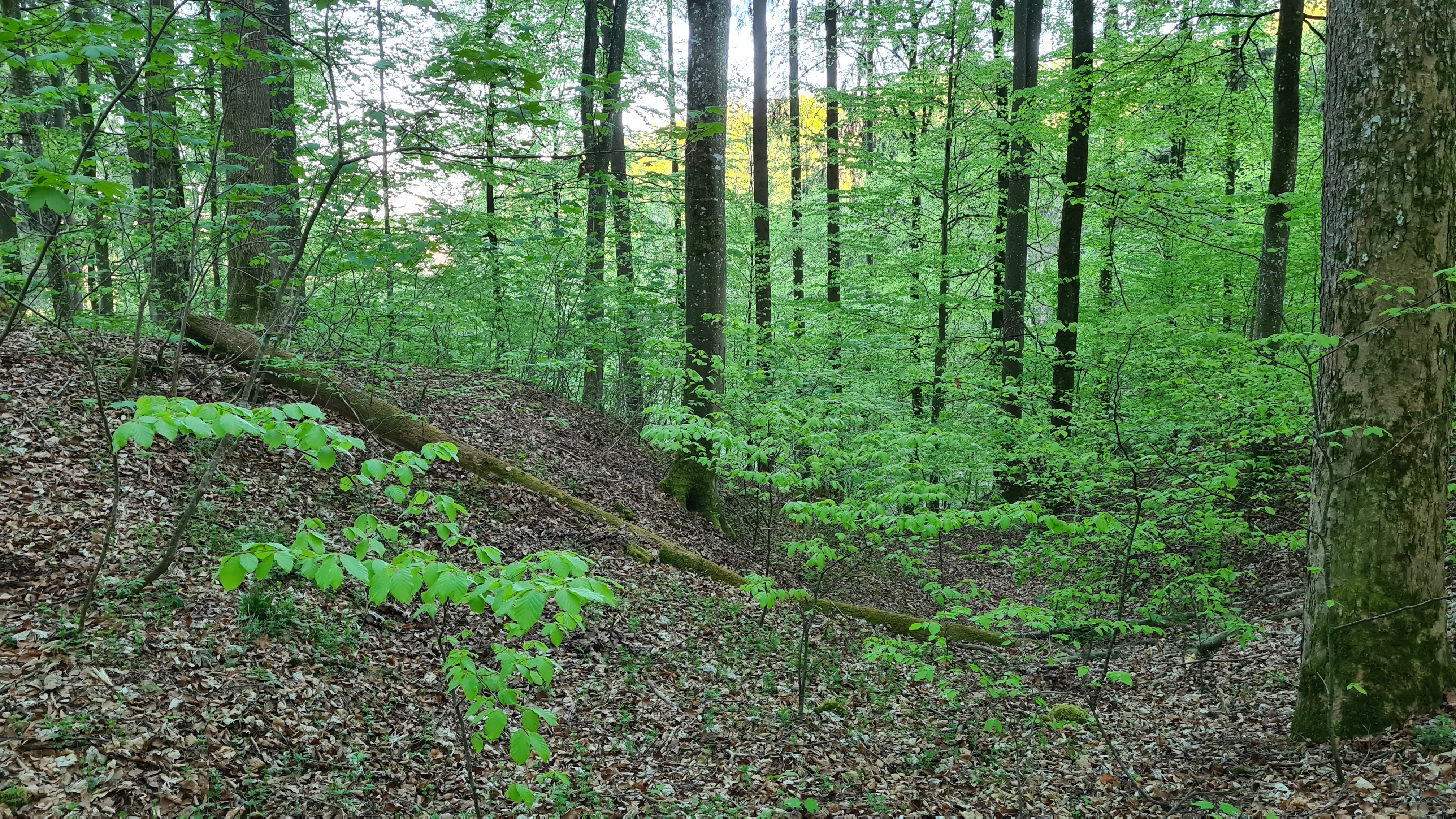
Ansicht der Wallgräben (April 2020)